# Liste der Pfarren im Dekanat Radkersburg
Das Dekanat Radkersburg war ein Dekanat der römisch-katholischen Diözese Graz-Seckau.

## Pfarren mit Kirchengebäuden
| Ort                       | Pfarrverband                                    | Patrozinium             | Kirchengebäude                                                | Bild                             |
| ------------------------- | ----------------------------------------------- | ----------------------- | ------------------------------------------------------------- | -------------------------------- |
| Bad Radkersburg           | Bad Radkersburg – Halbenrain – Klöch – Tieschen | Hl. Johannes der Täufer | Stadtpfarrkirche Bad Radkersburg Frauenkirche Bad Radkersburg | Stadtpfarrkirche Bad Radkersburg |
| Bierbaum am Auersbach     | St. Peter am Ottersbach – Bierbaum              | Hlgst. Dreifaltigkeit   | Pfarrkirche Bierbaum am Auersbach                             | Pfarrkirche Bierbaum             |
| Deutsch Goritz            |                                                 | Unbefleckte Empfängnis  | Pfarrkirche Deutsch Goritz                                    | Pfarrkirche Deutsch Goritz       |
| Halbenrain                | Bad Radkersburg – Halbenrain – Klöch – Tieschen | Hl. Nikolaus            | Pfarrkirche Halbenrain                                        | Pfarrkirche Halbenrain           |
| Klöch                     | Bad Radkersburg – Halbenrain – Klöch – Tieschen | Hl. Georg               | Pfarrkirche Klöch                                             | Pfarrkirche Klöch                |
| Mureck                    |                                                 | Hl. Bartholomäus        | Pfarrkirche Mureck                                            | Pfarrkirche Mureck               |
| Sankt Peter am Ottersbach | St. Peter am Ottersbach – Bierbaum              | Hll. Petrus und Paulus  | Pfarrkirche Sankt Peter                                       | Pfarrkirche St. Peter            |
| Straden                   |                                                 | Mariä Himmelfahrt       | Pfarrkirche Straden                                           | Pfarrkirche Straden              |
| Tieschen                  | Bad Radkersburg – Halbenrain – Klöch – Tieschen | Hlgst. Dreifaltigkeit   | Pfarrkirche Tieschen                                          | Pfarrkirche Tieschen             |

## Seelsorgestellen mit Kirchengebäuden
| Seelsorgestelle         | Pfarrverband | Patrozinium           | Kirchengebäude                      | Bild                    |
| ----------------------- | ------------ | --------------------- | ----------------------------------- | ----------------------- |
| Dietersdorf am Gnasbach |              | Hlgst. Dreifaltigkeit | Messkapelle Dietersdorf am Gnasbach | Messkapelle Dietersdorf |

## Dekanat Radkersburg
Das Dekanat umfasste neun Pfarren.